# Ecocarcris
L'ecocarcris és un material ecològic compost a base de closques de fruits secs trinxades i barrejades amb resines per a l'aplicació en la construcció d'objectes diversos. Fou inventat el 2003 per la jove barcelonina Cristina Casadevall de la Cámara en un treball de batxillerat del seu institut, situat al barri d'Horta-Guinardó. Amb 14 anys, Cristina Casadevall va començar a investigar la manera de poder aprofitar les closques dels fruits secs i als 17, va crear l'ecocarcris, va aconseguir-ne la patent legal i va registrar la marca "Ecocarcris SL" davant la possibilitat d'emprendre un negoci de futur explotant el material ecològic.